# Río Vadillo (afluente del Cega)
El río Vadillo es un curso de agua del interior de la península ibérica, afluente del Cega. Discurre por la provincia de Segovia, en España.

## Curso
El río, que discurre por la provincia de Segovia, nace de las sierras carpetanas. Tras bañar lugares como Aldealengua de Pedraza y Pedraza de la Sierra, acaba desaguando en el Cega en las inmediaciones de La Velilla. Hacia mediados del siglo XIX, daba movimiento a dos molinos harineros y a dos batanes. Aparece descrito en el decimoquinto volumen del Diccionario geográfico-estadístico-histórico de España y sus posesiones de Ultramar de Pascual Madoz con las siguientes palabras:

VADILLO: arroyo en la prov. de Segovia, part. jud. de Sepúlveda: nace en las sierras carpetanas que dividen las dos Castillas, desde las que entra en el térm. de Aldealengua de Pedraza: corre á 1,000 pasos del barrio titulado de Galindez, enclavado en este térm., aumenta sus aguas con las de dos pequeños arroyos: continúa su marcha atravesando los térm. de Pedraza de la Sierra, y desemboca en el r. Cega, muy próximo á las casas del arrabal de Velilla: durante su curso, que lo es de 5/4 de leg., pasa por 3 puentes de madera y uno de piedra; este en térm. de Pedraza, aquellos en el de Aldealengua, y da movimiento á 2 molinos harineros y á 2 batanes.
(Madoz, 1849, p. 252)